# Llum intermitent

Intermitent davanter d'un automòbil.

S'anomena intermitent, llum intermitent o indicador de direcció en un vehicle al complex de dispositius lluminosos que serveixen per indicar a altres vehicles en circulació que es té la intenció de canviar la direcció, d'incorporar-se o de sortir del flux de circulació, canviar el sentit o efectuar un canvi de direcció, entre d'altres. L'encesa simultània de tots els intermitents indica una emergència.

Senyal indicador que els intermitents estan actius.

D'acord amb el codi de circulació, qualsevol canvi de direcció ha de ser prèviament assenyalat amb els intermitents. Ha de fer-se quan el vehicle encara no ha realitzat el canvi de direcció i es troba al carril inicial, per deixar clara la seva intenció de canvi de direcció o la presència d'un obstacle. Els primers intermitents van sorgir la dècada del 1920 i eren fletxes d'una longitud de 20 cm situades en els laterals dels vehicles. Amb els anys van passar a ser lluminoses i amb un contorn metàl·lic amb una bombeta ataronjada al seu interior. Per activar la fletxa s'utilitzava un interruptor que activava un electroimant.
En cas d'un mal funcionament dels intermitents o en la seva absència (com és el cas de les bicicletes), es pot indicar un canvi de direcció amb l'ajuda dels braços. Per indicar un gir s'ha d'estendre el braç de forma perpendicular al tors en la direcció desitjada. A vegades, atès que, per exemple en un camió a Europa continental (on se circula per la dreta), si s'estén el braç a la dreta, no seria visible, es pot fer ús del braç esquerre que formarà un angle de 90° i apuntarà cap amunt. Per tant, es pot utilitzar un braç per les dues direccions. Tanmateix, als Estats Units, en cas de ciclomotors o bicicletes, el braç anirà cap avall amb la mà paral·lela a terra.

## Descripció
Els indicadors de direcció solen ser llums intermitents de color ataronjat o vermell. La quantitat d'intermitents varia segons el vehicle. Els requeriments mínims són quatre intermitents, com és el cas de les motocicletes fins a un nombre màxim de vuit en el cas d'un autobús. Els automòbils en solen tenir sis: dos davant, dos darrere (com en les motocicletes), i addicionalment dos més en els laterals, a la part davantera.
L'efecte intermitent es deu a un relé mecànic o electrònic, i en el cas d'un relé mecànic a la potència de les bombetes, de fet la potència d'absorció de les bombetes influeix en la velocitat d'intermitència, que augmenta si s'augmenta la potència. A causa d'això, pot ocórrer que si se substitueixen les làmpades, el període sigui diferent. Per solucionar aquest problema es pot incloure una resistència en paral·lel a la bombeta nova que absorbeixi la diferència de potència entre les bombetes antigues i les noves, o utilitzar un relé electrònic que sempre manté la mateixa freqüència.
La potència (en watts) es calcula:

(1){\displaystyle P=V\cdot I\,}

on  I  és el valor del corrent (en ampere) i  V  és el valor del voltatge (en volt).
Atès que

(1){\displaystyle V=R\cdot I\,}

Resulta

(1){\displaystyle R=V\cdot I={P \over I^{2}}}

gràcies a la qual es pot calcular la resistència necessària coneixent el voltatge del vehicle i la potència de la bombeta.